# Janževski Vrh
Janževski Vrh je naselje v Občini Podvelka.